# Sibyllinska böckerna
De sibyllinska böckerna eller sibyllinerna (latin Libri Sibyllini) var en samling av orakelmässiga uttalanden köpta från Sibyllan i Cumae, av den sista kungen av Rom, Tarquinius Superbus. Böckerna rådfrågades vid betydelsefulla kriser under republikens och kejsardömets historia. Endast fragment har överlevt, medan resten försvunnit eller avsiktligt förstörts.
Den sibyllinska böckerna togs om hand av två medlemmar av patricierna. Senare ökades antalet till femton, inklusive fem bland dem som representerade folket. Böckerna innehöll mest råd om vad man skulle göra för att stilla gudarnas vrede och rådfrågades också när ogynnsamma varsel av olika slag hade uppträtt. De förvarades i Jupitertempelet på Capitolium.
Böckerna förstördes i en brand år 83 f.Kr., men de rekonstruerades genom framletade texter i andra tempel och helgedomar. Dessa placerades i Apollontemplet på Palatinen. De brändes 408 e.Kr. då kristendomen erkänts som statsreligion. 

## Galleri
Några sibyllor som läser Sibyllinska böckerna av Michelangelo från Sixtinska kapellet

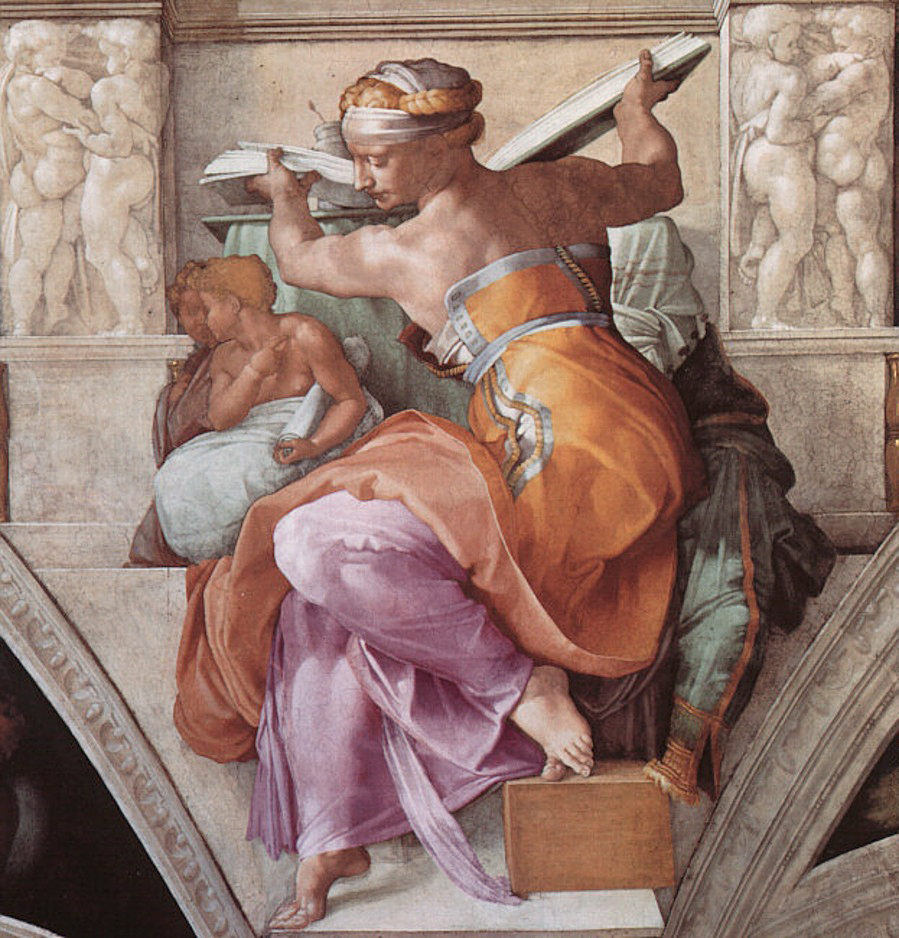
Sibilla Libica
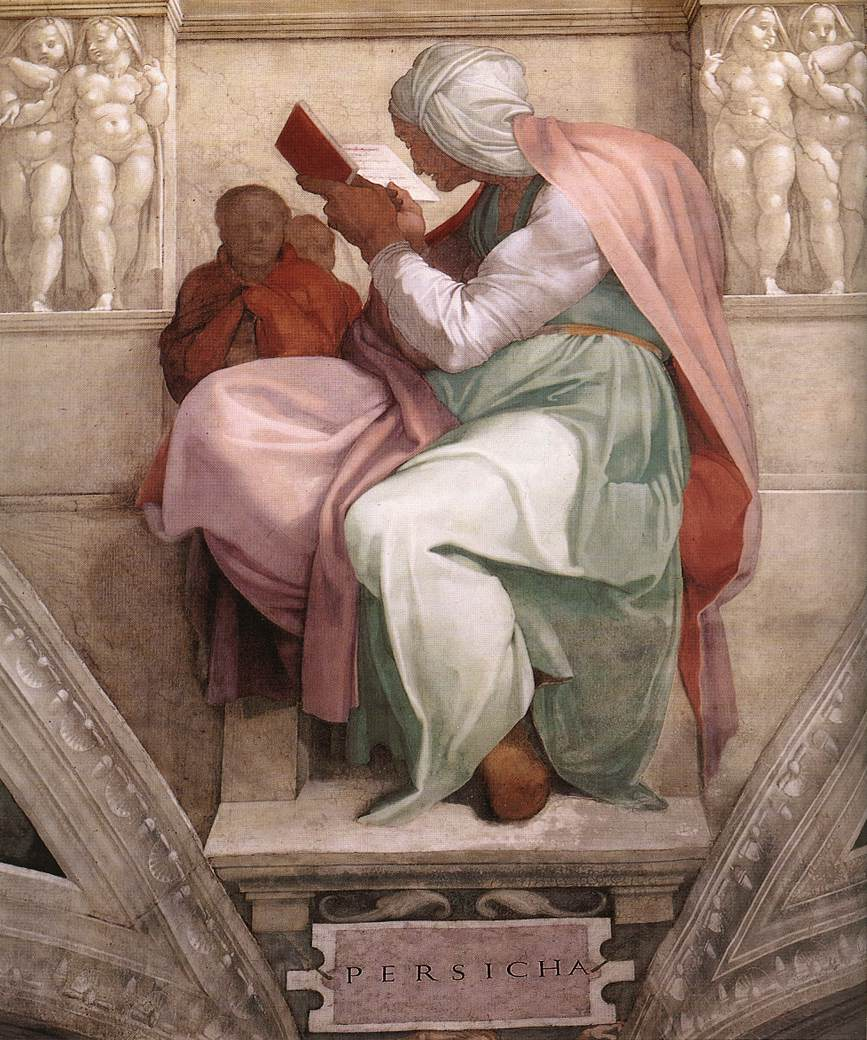
Sibilla Persica
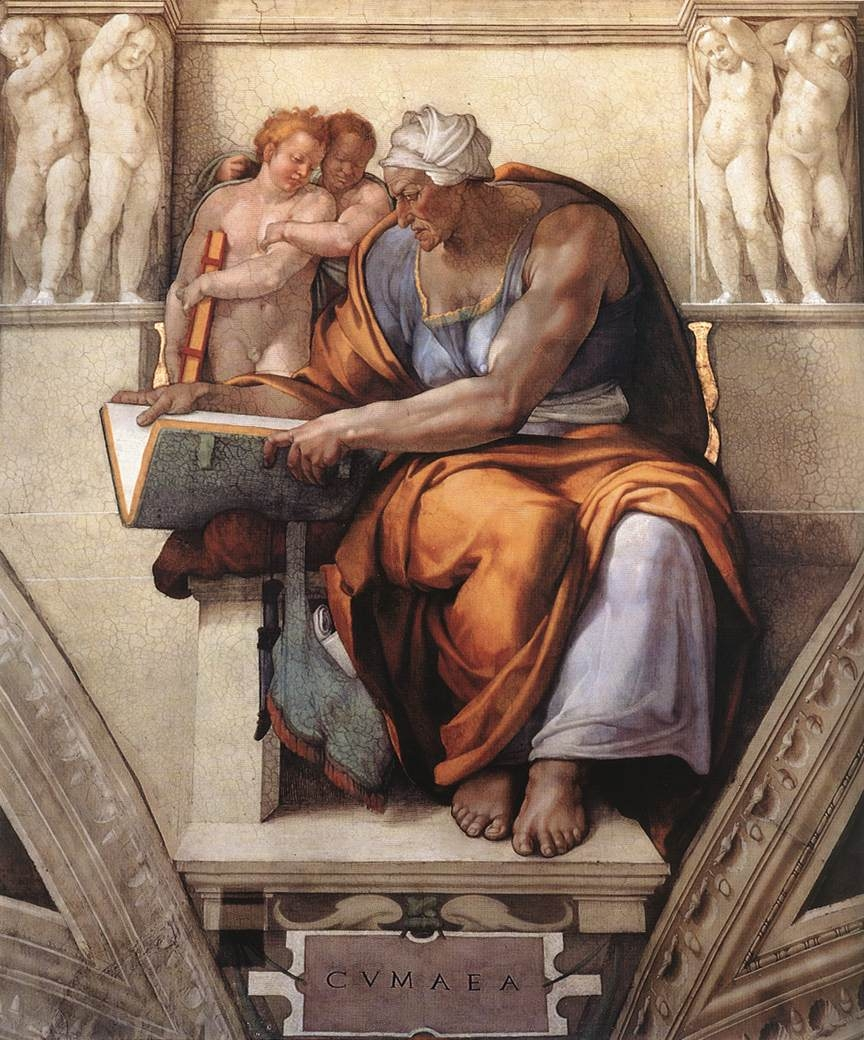
Sibilla Cumea
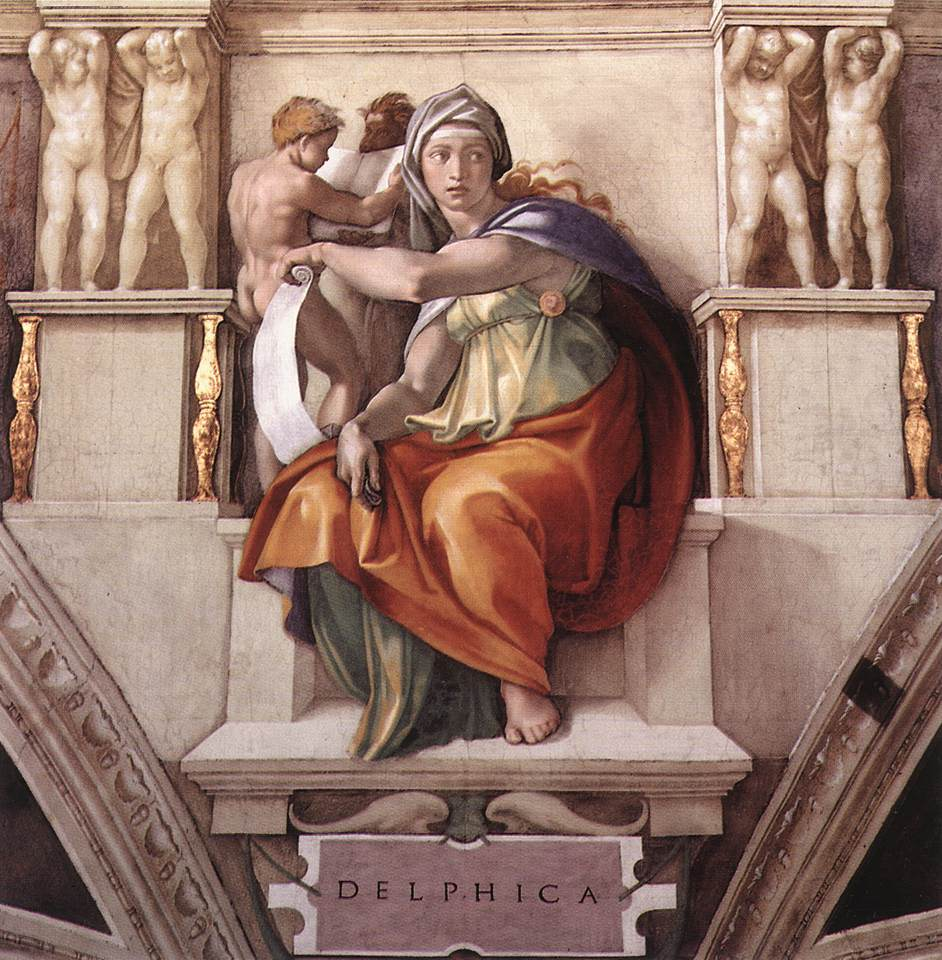
Sibilla Delfica
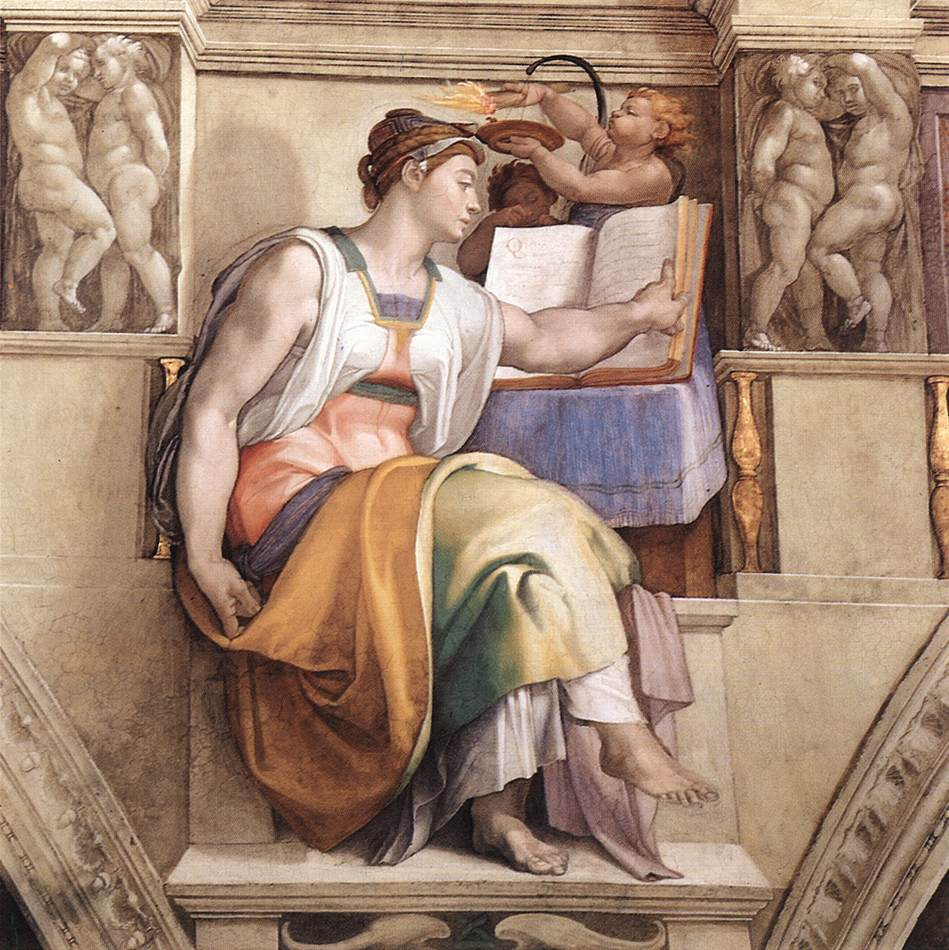
Sibilla Eritrea